# Unterseeboot 589
L'Unterseeboot 589 ou U-589 est un sous-marin allemand (U-Boot) de type VIIC utilisé par la Kriegsmarine pendant la Seconde Guerre mondiale.
Le sous-marin fut commandé le 16 janvier 1940 à Hambourg (Blohm & Voss), sa quille fut posée le 31 octobre 1940, il fut lancé le 6 août 1941 et mis en service le 25 septembre 1941, sous le commandement du Kapitänleutnant Hans-Joachim Horrer (en).
Il fut coulé en mer de Barents par des charges de profondeur lancées par un navire de guerre et un avion britannique, en septembre 1942.

## Conception
Unterseeboot type VII, l'U-589 avait un déplacement de 769 tonnes en surface et 871 tonnes en plongée. Il avait une longueur totale de 67,10 m, un maître-bau de 6,20 m, une hauteur de 9,60 m et un tirant d'eau de 4,74 m. Le sous-marin était propulsé par deux hélices de 1,23 m, deux moteurs diesel Germaniawerft M6V 40/46 de 6 cylindres en ligne de 1 400 cv à 470 tr/min, produisant un total de 2 060 à 2 350 kW en surface et de deux moteurs électriques BBC GG UB 720/8 de 375 cv à 295 tr/min, produisant un total 550 kW, en plongée. Le sous-marin avait une vitesse en surface de 17,7 nœuds (32,8 km/h) et une vitesse de 7,6 nœuds (14,1 km/h) en plongée. Immergé, il avait un rayon d'action de 80 milles marins (150 km) à 4 nœuds (7,4 km/h; 4,6 milles par heure) et pouvait atteindre une profondeur de 230 m. En surface son rayon d'action était de 8 500 milles nautiques (soit 15 700 km) à 10 nœuds (19 km/h). 
L'U-589 était équipé de cinq tubes lance-torpilles de 53,3 cm (quatre montés à l'avant et un à l'arrière) qui contenait quatorze torpilles. Il était équipé d'un canon de 8,8 cm SK C/35 (220 coups) et d'un canon antiaérien de 20 mm Flak. Il pouvait transporter 26 mines TMA ou 39 mines TMB. Son équipage comprenait 4 officiers et 40 à 56 sous-mariniers.

## Historique
Il reçut sa formation de base au sein de la 6. Unterseebootsflottille jusqu'au 1er février 1942, il intégra sa formation de combat dans cette même flottille et, à partir du 30 juin 1942, fut affecté dans la 11. Unterseebootsflottille.
Sa première patrouille fut précédée d'un court voyage de Kiel à Heligoland. Elle commença le 28 février au départ d'Heligoland. Il patrouilla en mer de Norvège et arriva à Kirkenes, dans l'extrême nord de la Norvège, le 21 mars 1942.
Le 1er avril 1942, l'U-589 lança une attaque sans succès contre un dragueur de mine de l'escorte du convoi PQ-13, au nord de la péninsule de Kola.
Il quitta Kirkenes le 8 avril 1942 pour patrouiller en mer de Barents et rentra après treize jours en mer.
L'U-589 endommagea un cargo à vapeur soviétique de 2 847 tonnes du convoi PQ-11 le 1er mai 1942. Le navire fut par la suite coulé par les destroyers allemands Z 24 et Z 25.
Il effectua de courts voyages entre Kirkenes, Skjomenfjord, Narvik et Bergen durant le mois de mai 1942. Il est à quai à Bergen le 28 mai.
Il quitta sa base le 23 août 1942 pour déposer des mines. Le 28 août, l'U-589 mouilla des mines dans le détroit de Matochkin et navigua ensuite vers l'est jusqu'à la Nouvelle-Zemble. En octobre 1942, un chalutier armé anti-sous-marins explose contre l'une de ces mines.
Le 12 septembre 1942, un appareil de la Luftwaffe signala le PQ-18. L'U-589 part pour mouiller des mines, trouve un contact avec le convoi le 13 septembre au matin au sud du Spitzberg. Il tira deux torpilles sur le porte-avions d'escorte HMS Avenger, mais le rata. Quelques heures plus tard, le sous-marin recueillit quatre hommes d'équipage d'un appareil de la Luftwaffe.
Le 14 septembre, l'U-589 fut repéré par un Swordfish du Sqn 825 embarqué sur le porte-avions d'escorte HMS Avenger. L'U-Boot plongea, l'appareil largua un fumigène et fit des cercles autour de la zone en attente de l'arrivée du HMS Onslow. L'avion Swordfish est attaqué par un JU 88 et doit s'éloigner.
Le sous-marin allemand fait surface : le destroyer Onslow se trouve à six nautiques de lui et se rapproche à grande vitesse. L'U-589 plonge de nouveau, en urgence, étant repéré. Pendant trois heures, il est attaqué par des charges de profondeur. De l'huile et des débris de différentes sortes remontèrent en surface, confirmant la destruction de l'U-Boot à la position 75° 40′ N, 20° 32′ E.
Les quarante-quatre membres d'équipage ainsi que les quatre aviateurs de l'avion allemand recueillis la veille sont morts dans cette attaque.

## Affectations
- 6. Unterseebootsflottille du 25 septembre 1941 au 1er février 1942 (Période de formation).
- 6. Unterseebootsflottille du 1er février 1942 au 30 juin 1942 (Unité combattante).
- 11. Unterseebootsflottille du 1er juillet 1942 au 14 septembre 1942 (Unité combattante).

## Commandement
- Korvettenkapitän Hans-Joachim Horrer (en) du 25 septembre 1941 au 14 septembre 1942.

## Patrouilles
|       | Commandant                  | Départ           | Départ       | Arrivée            | Arrivée      | Jours     | Succès  |
| ----- | --------------------------- | ---------------- | ------------ | ------------------ | ------------ | --------- | ------- |
|       | Kptlt. Hans-Joachim Horrer  | 23 février 1942  | Kiel         | 26 février 1942    | Heligoland   | 4 jours   |         |
| 1     | Kptlt. Hans-Joachim Horrer  | 28 février 1942  | Heligoland   | 21 mars 1942       | Kirkenes     | 22 jours  |         |
| 2     | Kptlt. Hans-Joachim Horrer  | 24 mars 1942     | Kirkenes     | 2 avril 1942       | Kirkenes     | 10 jours  |         |
| 3     | Kptlt. Hans-Joachim Horrer  | 8 avril 1942     | Kirkenes     | 20 avril 1942      | Kirkenes     | 13 jours  |         |
| 4     | Kptlt. Hans-Joachim Horrer  | 29 avril 1942    | Kirkenes     | 6 mai 1942         | Kirkenes     | 8 jours   | 2 847   |
|       | Kptlt. Hans-Joachim Horrer  | 8 mai 1942       | Kirkenes     | 12 mai 1942        | Skjomenfjord | 5 jours   |         |
|       | Kptlt. Hans-Joachim Horrer  | 16 mai 1942      | Skjomenfjord | 23 mai 1942        | Narvik       | 8 jours   |         |
|       | Kptlt. Hans-Joachim Horrer  | 26 mai 1942      | Narvik       | 28 mai 1942        | Bergen       | 3 jours   |         |
| 5     | Kptlt. Hans-Joachim Horrer  | 17 juillet 1942  | Bergen       | 12 août 1942       | Skjomenfjord | 27 jours  |         |
| 6     | Kptlt. Hans-Joachim Horrer  | 23 août 1942     | Skjomenfjord | 1er septembre 1942 | Narvik       | 10 jours  | 417     |
| 7     | KrvKpt. Hans-Joachim Horrer | 9 septembre 1942 | Narvik       | 14 septembre 1942  | Coulé        | 6 jours   |         |
| Total | Total                       | Total            | Total        | Total              | Total        | 116 jours | 3 264 t |

Note : Kptlt. = Kapitänleutnant - KrvKpt. = Korvettenkapitän

### OpérationsWolfpack
L'U-589 opéra avec les Rudeltaktik (meute de loups) durant sa carrière opérationnelle.
- Aufnahme (9-11 mars 1942)
- Blücher (11-18 mars 1942)
- Eiswolf (28-31 mars 1942)
- Bums (8-10 avril 1942)
- Robbenschlag (10-14 avril 1942)
- Blutrausch (15-19 avril 1942)
- Strauchritter (29 avril - 5 mai 1942)
- Greif (16-22 mai 1942)
- Nebelkönig (27 juillet - 11 août 1942)
- Trägertod (12-14 septembre 1942)

## Navires coulés
L'U-589 coula 1 navire auxiliaire de 417 tonneaux et endommagea 1 navire marchand de 2 847 tonneaux au cours des 7 patrouilles (116 jours en mer) qu'il effectua.
| Date            | Nom             | Nationalité       | Tonnage | Convoi | Fait      | Localisation         |
| --------------- | --------------- | ----------------- | ------- | ------ | --------- | -------------------- |
| 1er mai 1942    | Tsoilkovskij    | Union Soviétique  | 2 847   | QP-11  | Endommagé | 71° 46′ N, 34° 30′ E |
| 11 octobre 1942 | Mousson (No 23) | Marine soviétique | 417     | -      | Coulé     | 73° 15′ N, 54° 17′ E |